# Rencontres cinématographiques de Hergla
Les Rencontres cinématographiques de Hergla (arabe : ملتقى هرقلة السينمائي) sont un festival de cinéma organisé chaque été à Hergla, ville balnéaire du Sahel tunisien, par l'Association culturelle Afrique Méditerranée dirigée par Mohamed Challouf.
Elles ont pour vocation de promouvoir le dialogue culturel en créant des liens entre cinéastes et cinéphiles d'Afrique et de la Méditerranée. Pour cette raison, leurs créateurs préfèrent les nommer « rencontres » plutôt que « festival ». L'un des choix fondateurs des rencontres est de ne sélectionner que des courts métrages de fiction et des documentaires afin de privilégier ces supports qui ont été quelque peu épargnés par l'aspect commercial de l'industrie cinématographique. 
Ces rencontres ont accueilli des artistes de renommée internationale, tels Sotigui Kouyaté, Mohammad Bakri, Mahamat Saleh Haroun, Nouri Bouzid, Wasis Diop, Cheick Oumar Sissoko, Ismaël Lô, Didier Awadi, Idrissou Mora Kpaï, Renzo Rossellini ou encore Afel Bocoum.

## Programmation
Chaque année, l'équipe des rencontres établit une sélection de courts métrages de fiction et des documentaires venant de pays africains et méditerranéens.
Les soirées de projection ont lieu dans la cour d'une huilerie, les fauteuils étant disposés dans les bacs à olives. Le lendemain du visionnement de leurs films, les cinéastes prennent le petit déjeuner avec les festivaliers à la Maison de la culture de Hergla et discutent de leurs œuvres.
Des ateliers de formation sont animés par des professionnels du cinéma pour de jeunes cinéastes et cinéphiles venant des pays d'Afrique, de la Méditerranée et d'Europe. Par ailleurs, la programmation des rencontres ne s'arrête pas au cinéma mais comprend également des concerts, des expositions et des performances.

## Historique

### 1reédition(18-23 août 2005)
La soirée du 20 août rend hommage au réalisateur italien Roberto Rossellini avec la projection de son film Les Actes des Apôtres tourné à Hergla en présence de son fils Renzo Rossellini, président de la Fondation Rossellini.
Durant le festival, le laboratoire « Photo en Boîte » initie les enfants à la photographie par la fabrication d'appareils photo à partir de boîtes de conserve suivant le dispositif du sténopé et par le tirage des photos qui a lieu dans le ludobus, une sorte de caravane aménagée en laboratoire photographique par la photographe italienne Noris Lazzarini.
Enfin, une sélection de films offerte par des festivals partenaires est présentée : le Festival international du film de Zanzibar (Tanzanie), le festival Signes de nuit (France) et le Festival international de court métrage de Sienne (Italie).

### 2eédition(22-27 août 2006)
L'édition a pour thème la solidarité avec les peuples libanais et palestinien. L'invité d'honneur de l'édition, l'acteur et documentariste palestinien Mohammad Bakri, a présenté son long métrage documentaire intitulé Depuis que tu n'es plus là (من يوم ما رحت).
Les rencontres se déplacent exceptionnellement le 26 août au village berbère de Takrouna. Pendant cette journée, toutes les activités des Rencontres cinématographiques ont lieu dans ce village historique.
Carte blanche est par ailleurs donnée au réalisateur tunisien Taïeb Louhichi qui élabore sa sélection de courts métrages.

### 3eédition(21-26 août 2007)
La soirée d'ouverture rend hommage au réalisateur sénégalais Ousmane Sembène et au producteur tunisien Ahmed Bahaeddine Attia. L'acteur et griot malien et burkinabé Sotigui Kouyaté, l'invité d'honneur de l'édition, donne le spectacle La Voix du griot.
La session programme également une rétrospective du documentariste syrien Omar Amiralay.
Des ateliers de scénario sont tenus par le réalisateur tunisien Nouri Bouzid et des ateliers d'analyse filmique par le critique de cinéma Hédi Khelil, avec les interventions du réalisateur tchadien Mahamat Saleh Haroun et de la monteuse tunisienne Kahena Attia.
La Maison de la culture de Hergla héberge une exposition photographique de portraits de cinéastes africains, Face-à-Face, d'Alessandro Brasile.
Giovanna Tavianni présente également son documentaire de 52 minutes intitulé Ritorni (Le Retour).
Quant à la soirée de clôture, entièrement consacrée à Roberto Rossellini dont on connaît les affinités avec Hergla pour y avoir tourné plusieurs épisodes des Actes des apôtres ainsi que Le Messie, elle est marquée par la projection d'un documentaire de 70 minutes intitulé La dernière utopie : la télévision selon Roberto Rossellini. Ce film, réalisé par Jean-Louis Comolli en 2006, évoque les œuvres tournées par Rossellini pour la télévision italienne et brosse une synthèse de la philosophie humaniste de l'auteur de Rome ville ouverte.

### 4eédition(18-23 juillet 2008)
La quatrième session est dédiée à la mémoire du réalisateur sénégalais Djibril Diop Mambety, avec la projection de ses films, une exposition de photos, articles, affiches et programmes retraçant sa carrière et une table ronde animée par des critiques de cinéma et des cinéastes qui ont connu aussi bien l'homme que son œuvre : Wasis Diop, Thierno Ibrahima Dia et Baba Diop (Sénégal), Catherine Ruelle et Olivier Barlet (France) et Tahar Chikhaoui (Tunisie). Un colloque est coorganisé par la Fédération africaine de la critique cinématographique.
De jeunes cinéphiles d'Italie ont également fait le voyage de Gênes et de Lampedusa en bateaux à voile pour rencontrer de jeunes Tunisiens au sein d'un laboratoire « audiovisuel et sauvegarde de l'environnement ».
Un atelier de documentaires est tenu par le documentariste italien Stefano Savona et un atelier de court métrage par le réalisateur tunisien Mahmoud Ben Mahmoud ; un programme de projections pour enfants, Voyager les yeux ouverts, est proposé en collaboration avec le Festival du cinéma d'Afrique, d'Asie et d'Amérique latine de Milan.

### 5eédition(4-9 août 2009)
L'édition s'ouvre avec les courts métrages L'Arbitro de Paolo Zucca et Errances de Nouri Bouzid, avec la présence de Sotigui Kouyaté et un concert tuniso-sarde donné par la chanteuse sarde Elena Ledda et la Tunisienne Mouna Ammari. 
Une soirée d'hommage est aussi organisée pour le pionnier du cinéma d'animation africain Moustapha Alassane, avec la présentation de ses films par le réalisateur nigérien puis un concert du groupe malien Afel Bocoum et Alkibar. Cet hommage est l'occasion d'un panorama Afrique en Animation de courts métrages d'animation africains.
Cette occasion permet aussi la première diffusion du documentaire palestinien Zahra de Mohammad Bakri et la projection du long métrage allemand d'animation de 1926, Les Aventures du prince Ahmed avec l'intervention durant la projection de l'oudiste allemand Roman Bunka.
Le programme est aussi complété par la performance du griot et marionnettiste malien Yaya Coulibaly, dans un café de Hergla, suivie d'un carnaval de rue mené par Yaya, Afel Bocoum et Alkibar, et de jeunes musiciens amateurs.

### 6eédition(31 juillet-6 août 2010)
L'organisation des rencontres choisit de placer la soirée d'ouverture sous le thème de la diversité en programmant le film Il volo (Le vol) réalisé par Wim Wenders en 2010, le court métrage d'animation Chienne de vie de Serge Avédikian, Palme d'or au Festival de Cannes 2010, et le court métrage tunisien Bonne année de Khédija Lemkecher. L'invité d'honneur de la soirée est Ismaël Lô.
Une soirée intitulée Un Faucon et un Tanit d'or pour l'Égypte est également prévue en hommage aux deux premiers festivals de cinéma d'Afrique — les Journées cinématographiques de Carthage (JCC) et le Festival international du film amateur de Kélibia (Fifak) — avec la projection du film Le cheval d'argile de la cinéaste égyptienne Ateyyat Al Abnoudy, Faucon d'or 1971 au Fifak, en présence de la réalisatrice et de Les Dupes de Tawfiq Saleh, qui a obtenu le Tanit d'or aux JCC 1972. Al Abnoudy est venue présenter son film.
Les Rencontres cinématographiques de Hergla rendent par ailleurs hommage à Sotigui Kouyaté, ami de la manifestation, mort le 17 avril 2010 ; il est honoré à travers la projection du long métrage La Genèse de Cheick Oumar Sissoko avec trois grandes figures de la culture mandingue : Balla Moussa Keïta, Salif Keïta et Kouyaté. La soirée est l'occasion d'accueillir Sissoko, cinéaste malien important et ancien ministre de la Culture de son pays.
Par ailleurs, Carte blanche à Anne Lescot est un programme spécial en hommage à Haïti avec pour objectif de « donner une image plus authentique de ce pays, loin des stéréotypes et de « l'information – spectacle » diffusée par les médias du monde à l'occasion de la tragédie de ces derniers mois ». Trois documentaires sont projetés : Un certain bord de mer (Mario Delatour, 2005), Horizons lointains (Anne Lescot, 2009) et Chronique d’une catastrophe annoncée (Marion Delatour, 2010). La soirée est aussi dédiée au diplomate tunisien Hédi Annabi, mort alors qu'il dirigeait la Mission des Nations unies pour la stabilisation en Haïti.
La clôture de la sixième édition commence par un concert de fado donné par l’Orfeão Universitário do Porto suivi de la projection des travaux des ateliers pour enfants, encadrés par de jeunes artistes. Puis vient le film du doyen des réalisateurs européens Manoel de Oliveira. Son premier long métrage, Aniki Bóbó, sorti en 1942 est projeté, suivi d’Arena, un court métrage récent d'un jeune réalisateur portugais, João Salaviza, et Palme d'or du court métrage au Festival de Cannes 2009.
Une sélection de courts métrages et de documentaires de jeunes auteurs africains et méditerranéens est présentée au public ; Badiaa Bouhrizi donne également un concert.

### 7eédition(27-31 juillet 2011)
La septième session, tenue du 27 au 31 juillet 2011, advient dans un contexte de changements profonds initiés par la révolution de 2010-2011. C'est pourquoi les organisateurs décident de déplacer pour une année la manifestation culturelle à l'intérieur du pays, dans la ville de Thala.
Elle vise deux objectifs :
- partager la manifestation avec un nouveau public, les jeunes Tunisiens de l'intérieur du pays, et élargir les perspectives culturelles et nationales des Rencontres cinématographiques de Hergla ;
- travailler conjointement avec un groupe de jeunes thalois (ONG Thala Solidaire) à la mise sur pied d'un nouvel événement culturel.

Le concert d'ouverture de la session est donné par le rappeur sénégalais Didier Awadi. Le 1er avril 2010, à l'occasion du 50e anniversaire de l'indépendance du Sénégal, Awadi avait signé son premier documentaire, Le Point de vue du lion, qui figure au programme de l'édition.
Lors d'une soirée documentaire sont projetés le film Indochine, sur les traces d'une mère du Béninois Idrissou Mora Kpaï, en présence du réalisateur, invité spécial et responsable de l'atelier de formation documentaire, ainsi que La Vie quotidienne dans un village syrien en hommage à Omar Amiralay, documentariste syrien disparu en janvier 2011.
Une soirée spéciale est également réservée à la Fédération tunisienne des cinéastes amateurs (FTCA) avec la projection d'un panel de courts métrages produit par la FTCA, ainsi que du long métrage documentaire Images saccadées de Habib Mestiri, qui retrace l'histoire de la FTCA.
La session est clôturée par une soirée hommage à la Palestine en mémoire du pacifiste italien Vittorio Arrigoni assassiné à Gaza par des extrémistes.
La traditionnelle sélection de courts métrages africains et méditerranéens réunit des films de Tunisie, de Turquie, d'Éthiopie, d'Italie, de France, d'Albanie, du Liban, d'Espagne et d'Algérie.

### 8eédition(14-19 juillet 2012)
La 8e session accueille des cinéastes de l'Océan Indien, d'Afrique et d'Europe. Deux délégations de seize jeunes cinéphiles du Festival des cinémas d'Afrique du Pays d'Apt en France et de jeunes étudiants italiens de l'Université de la Tuscia sont aussi présentes dans le cadre d'un échange avec d'autres festivals et institutions.
L'invitée d'honneur de la session est la cinéaste Sarah Maldoror, Tanit d'or aux JCC 1972 avec son film Sambizanga.
La soirée d'ouverture propose au public un ciné-concert : le groupe italien Yo Yo Mundi, avec six musiciens sur scène, donne une nouvelle sonorité au film de 1925, La Grève, un classique du cinéma muet de Sergueï Eisenstein. Cette soirée rend hommage à l'Union générale tunisienne du travail et aux militants du bassin minier de Gafsa.
Le thème « Hergla rencontre les îles de l'Océan Indien » est une occasion pour le public de rencontrer des cinéastes de Madagascar, de l'Île Maurice, des Comores et de La Réunion, et de découvrir les productions cinématographiques récentes de ces îles en pleine effervescence culturelle. C'est aussi l'occasion d'une rencontre entre trois musiciennes : Linda Volahasiniaina (Madagascar), Déborah Jubeau (Maurice) et Khadija El Afrit (Tunisie).
Comme chaque année, le festival propose différents ateliers de formations. Tahar Chikhaoui, universitaire et critique de cinéma, propose aux jeunes participants un programme de découverte du cinéma tunisien. L'idée consiste à organiser des rencontres avec des personnes différentes, choisies en fonction de leur contribution à la dynamique du cinéma dans le pays et invitées à entrer en discussion avec les jeunes sur leurs pratiques du cinéma.
Le programme des projections en plein air compte une quarantaine de courts métrages et documentaires produits à Madagascar, à l'Île Maurice, à La Réunion, aux Comores, en Tunisie, en France, en Égypte, au Burkina Faso, en Guadeloupe, en Martinique, en Sardaigne, en Éthiopie, en Italie, au Congo et en Angola.
La projection prend place à l'école primaire et non à l'huilerie comme pour les précédentes sessions.

### 9eédition(6-11 septembre 2013)
La 9e édition des Rencontres cinématographiques de Hergla aura lieu du 6 au 11 septembre 2013.

### 10eédition(26-31 août 2014)
La 10e édition des Rencontres cinématographiques de Hergla a lieu du 26 au 31 août 2014.

### 11eédition(3-7 septembre 2015)
La 11e édition des Rencontres cinématographiques de Hergla a lieu du 3 au 7 septembre 2015.

### 12eédition(21-23 août 2017)
La 12e édition des Rencontres cinématographiques de Hergla a lieu du 21 au 23 août 2017.